# Diego Viana
Diego Sehnem Viana, conosciuto come Diego Viana (Feliz, 5 maggio 1983), è un ex calciatore brasiliano, di ruolo attaccante.

## Palmarès

### Club

#### Competizioni statali
- Campionato Catarinense: 1

Criciúma: 2005

### Individuale
- Capocannoniere della Erste Liga: 1

2008-2009 (20 gol)